# Алло, Варшава!
«Алло, Варшава!» — музыкальная лирическая комедия режиссёра Ольгерда Воронцова, снятая на Свердловской киностудии в 1971 году.

## Сюжет
На Интервидении в Варшаве готовятся подвести итоги конкурса «Людвиг на кухне», победителю которого присваивается звание «Короля кухни». Проводит конкурс газета «Добрый вечер», а ведёт передачу заместитель главного редактора газеты Стефан Скавронский. Все конкурсанты — мужчины, они демонстрируют свои способности в домашней работе и умение обходиться без помощи женщин: стирать, гладить, гулять с ребёнком, готовить. Жюри покоряет молодой врач Анджей Вишневский, особенно им понравился его торт «Русская сказка». Анджея венчают короной «Людвиг-71». Когда журналисты после награждения берут у Анджея интервью, то выясняют, что он родом с Украины, настоящее его имя Андрей, и он потерял всех родственников в самом конце войны. Анджей ребёнком попал в Польшу из Советского Союза и там у него осталась родная сестра Маша, которую он никак не может найти.
Специальный корреспондент Рената даёт обещание разыскать Машу и по заданию редакции едет в Москву. Молодые люди, Анджей и Рената, с самого начала симпатизируют друг другу.
Вскоре Рената звонит из Москвы и сообщает Анджею, что его сестра Маша нашлась, она москвичка, инженер и  всё готово к встрече. В Москву Анджея сопровождает зам.редактора Стефан. В самолёте пан Стефан рассказывает, что они с Ренатой собираются пожениться.
История о воссоединении брата и сестры после долгих лет разлуки заинтересовала и московских телевизионщиков. Встречу в аэропорту Анджея и Маши снимают, но в телестудии выясняется, что на самом деле они чужие. Правда, теперь о том, что Анджей ищет сестру, узнали все советские телезрители.
Режиссёр Кашкин, ответственный за выпуск материала в эфир, сбился с ног, едва поспевая за прибывающими в столицу со всей страны всё новыми кандидатами в «сёстры». По имеющимся скудным данным удалось найти несколько женщин, уверенных в том, что Анджей их брат. География обширна - Заполярье, Грузия, Одесса. Но на каждой новой встрече выясняется ошибка. Только жизнерадостной Маше из Одессы удаётся убедить Анджея в родстве. Во всяком случае, все собираются теперь лететь туда. Особенно это нравится режиссёру Кашкину, тоже одесситу.
Между тем, Рената даёт понять Стефану, что не любит его. Но он упрашивает её солгать его бывшей жене, которая преследует его в Москве, что они с Ренатой - пара. Разочарованный Анджей становится очень холоден с Ренатой. Рената чувствует себя обиженной и собирается в Варшаву, так и не доведя дело до конца. Стефан пытается её остановить, ведь только что звонил из Варшавы главный редактор их газеты, он ждёт от них из СССР четыре подвала (статья, размещённая во всех колонках нижней части полосы газеты) и множество фотографий. Стефану приходится признаться Анджею, что его с Ренатой ничего не связывает, а все разговоры о его, Стефана с Ренатой, предстоящей женитьбе - фантазия.
В гостинице, где остановился Анджей, появляется стюардесса из самолёта, на котором он прилетел в Москву. Стюардесса тоже Маша и ищет брата. Эта девушка готова назвать особую примету Андрюши: шрам от падения с яблони за левым ухом. Стюардесса Маша помогает Анджею вспомнить другие подробности детства, так что он, в конце концов, называет даже старый домашний адрес. Теперь все точно уверены, что брат и сестра нашли друг друга.

## В ролях
- Геннадий Бортников — Анджей Вишневский, врач из Варшавы
- Раиса Недашковская — Рената, корреспондент польской газеты
- Валентина Шарыкина — стюардесса Маша Терехова, сестра Анджея
- Олег Анофриев — Стефан Скавронский, зам. редактора
- Спартак Мишулин — Кашкин, телережиссёр
- Майя Менглет — Зося, певица
- Зоя Фёдорова — администратор гостиницы
- Рина Зелёная — председатель жюри
- Елена Юргенсон — Майя, ассистентка Кашкина
- Ольга Аросева — Маша из Одессы
- Элла Некрасова — Маша из Заполярья
- Наталья Величко — Мария Игнатьевна, Маша из Москвы
- Рудольф Рудин — пан Марьян Кабельский, конкурсант-кулинар (готовил баранину) и пациент

## Съёмочная группа
- Автор сценария: Яков Зискинд
- Режиссёр-постановщик: Ольгерд Воронцов
- Оператор-постановщик: Василий Кирбижеков
- Композитор: Никита Богословский
- Исполнители песен:
  - Клара Кадинская
  - Эльмира Жерздева
  - Владимир Макаров
  - Олег Анофриев
  - Элла Некрасова
  - Олег Клёнов